# Alfonso López Trujillo

Handtekening van López Trujillo

Alfonso kardinaal López Trujillo (Villahermosa, 8 november 1935 - Rome, 19 april 2008) was een Colombiaans kardinaal.

## Levensloop
In 1960 werd hij priester gewijd. Paus Paulus VI benoemde hem in 1971 tot hulpbisschop van Bogotá. Van 1972 tot 1983 was hij eerst secretaris-generaal en later voorzitter van de Latijns-Amerikaanse Bisschoppenraad (CELAM).
In juni 1979 volgde Lopez Trujillo, Tulio Botero Salazar op als aartsbisschop van Medellín. Van 1987 tot 1990 was hij voorzitter van de Colombiaanse bisschoppenconferentie. Paus Johannes Paulus II creëerde hem tijdens het consistorie van februari 1983 kardinaal. Hij kreeg de Santa Prisca als titelkerk. In 2001 werd hij opgenomen in de orde der kardinaal-bisschoppen. Hem werd het suburbicair bisdom Frascati toegewezen.
Van 1990 tot 2008 was hij voorzitter van de Pauselijke Raad voor het Gezin.
Hij overleed in 2008 op 72-jarige leeftijd in een ziekenhuis in Rome aan de gevolgen van diabetes.

## Standpunten
Hij was een gekend verdediger van verantwoord ouderschap en de beschermwaardigheid van het leven vanaf de conceptie. Dit bracht hem ertoe te strijden tegen legalisering van abortus provocatus en tegen vormen van in-vitrofertilisatie die leiden tot een verstoring van de verwantschap door tussenkomst van iemand, vreemd aan het echtpaar of waarbij overtollige embryo's vernietigd worden. Hij benadrukte ook herhaaldelijk het katholieke standpunt dat alleen een verandering van seksueel gedrag het Hiv werkelijk kan tegengaan.

### Publicaties
Onder zijn voorzitterschap publiceerde de Pauselijke Raad voor het Gezin verschillende documenten over het gezin, huwelijksmoraal, de menselijke seksualiteit en bio-ethiek, waaronder:
- Menselijke seksualiteit: waarheid en betekenis - 21 november 1995[2]
- Vademecum voor biechtvaders over de huwelijksmoraal- 12 februari 1997[3]
- Verklaring inzake reductie van embryo's - 12 juli 2000[4]
- Kinderen: Lentebode van het gezin en de samenleving- 13 oktober 2000[5]
- Gezin, familie en "De facto verbintenissen" - 15 oktober 2000[6]
- Lexique des termes ambigues et controversés sur la vie, la famille et les questions éthiques - Pierre Téqui, Paris, 2005, ISBN 2-74031110-9

- Biblioteca Nacional de España: XX1011873
- Bibliothèque nationale de France: cb12057885k (data)
- Gemeinsame Normdatei: 110566866
- International Standard Name Identifier: 0000 0001 2144 2172
- Library of Congress Control Number: n50066861
- Nederlandse Thesaurus van Auteursnamen: 068514689
- Système universitaire de documentation: 028821998
- Virtual International Authority File: 95267696
- WorldCat: E39PBJmxV3k7JDqwWyP9BJdCwC